# جون مايدا (كاتب)
جون مايدا (باليابانية: 麻枝准؛ بالكانا: まえだ じゅん) هو كاتب سيناريو وكاتب أغاني ومانغاكا وملحن وكاتب وشاعر ياباني، ولد في 3 يناير 1975 في ميه في اليابان.

## وصلات خارجية
- جون مايدا على موقع IMDb (الإنجليزية)
- جون مايدا على موقع ميوزك برينز (الإنجليزية)
- جون مايدا على موقع ديسكوغز (الإنجليزية)
- جون مايدا على موقع قاعدة بيانات الفيلم (الإنجليزية)
- جون مايدا على موقع ANN person (الإنجليزية)